# نورث ریور (قایق بخار)
نورث ریور (قایق بخار) (به انگلیسی: North River Steamboat) یک کشتی بود که طول آن ۱۵۰ فوت (۴۶ متر) بود. این کشتی در سال ۱۸۰۷ ساخته شد.